# Trompe-l'œil

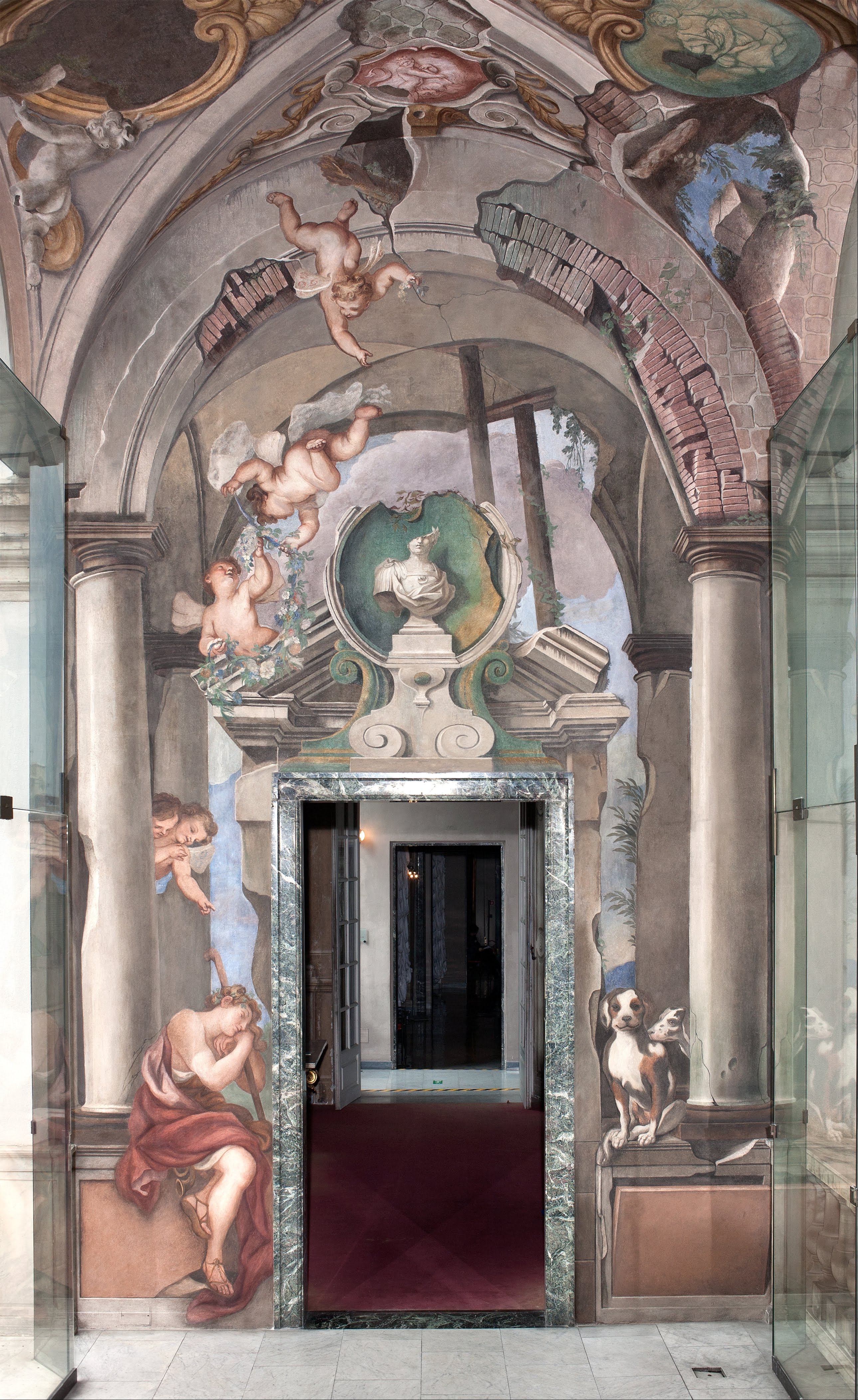
Genova, esempio di trompe-l'œil a Palazzo Rosso

Il trompe-l'œil (francese [tʀɔ̃pˈlœj], (letteralmente: "inganna l'occhio") è una tecnica pittorica che, attraverso espedienti, induce nell'osservatore l'illusione di guardare oggetti reali e tridimensionali, in realtà dipinti su una superficie bidimensionale. Il trompe-l'œil consiste tipicamente nel dipingere un soggetto in modo sufficientemente realistico da far sparire alla vista la parete su cui è dipinto. Ad esempio, il trompe-l'œil trova il suo campo nella rappresentazione di finestre, porte o atri, per dare l'illusione che lo spazio interno di un ambiente sia più vasto.
Se ne hanno esempi già nell'antica Grecia, nella società romana e nelle epoche successive, fino all'arte contemporanea. L'espressione trompe-l'œil pare sia nata nel periodo barocco, sebbene tale genere pittorico sia di gran lunga precedente (si rammentino, ad esempio, opere come la Camera degli Sposi del Mantegna a Mantova, o il finto coro di Santa Maria presso San Satiro a Milano, del Bramante).

## Descrizione

### Definizione
Il trompe-l'œil, espressione proveniente dai termini francesi tromper, cioè ingannare, e l'œil, cioè l'occhio, è una tecnica pittorica naturalistica, basata sull'uso del chiaroscuro e della prospettiva, che riproduce la realtà in modo tale da sembrare agli occhi dello spettatore illusione del reale. Essa crea un'ambiguità tra il piano pittorico e quello dell'osservatore, facendo risultare tridimensionale ciò che in realtà è bidimensionale; in questo modo infatti l'osservatore percepisce illusoriamente una realtà inesistente, creata artificialmente attraverso mezzi pittorici. Si basa sostanzialmente sulla creazione di una sorta di scenografia volta ad inglobare in maniera oculata elementi funzionali per arrivare poi a fondersi con l'architettura e nel contempo a superarne i limiti. La perfetta simulazione del mondo fisico dà vita ad un sottile gioco di rimandi tra realtà e illusione percettiva, nella quale l'uomo moderno si perde e perde a sua volta le limitazioni imposte dal mondo fenomenologico.

### Tecnica
Dal punto di vista tecnico, il trompe-l'œil richiede un'assoluta conoscenza del disegno, delle regole prospettiche, dell'uso delle ombre e degli effetti di luce, oltre alla perfetta padronanza dell'uso del colore e delle sfumature, tecniche ben precise e rigidamente sottoposte a regole matematiche e geometriche per ottenere l'effetto voluto. Lo studio del punto di vista dell'osservatore rispetto al dipinto è fondamentale. Pertanto, subito dopo avere scelto la superficie su cui operare l'intervento, l'artista dovrà individuare i punti di vista privilegiati, ossia i punti di vista da cui generalmente si osserva quell'area.
Per esempio, se si decide di collocare il dipinto sulla parete di una stanza che sta di fronte alla porta di ingresso, si costruirà l'opera pittorica in modo da "ingannare" la percezione visiva di colui che entra nella stanza. Se l'artista desidera creare un'illusione prospettica, dovrà inoltre collocare il punto di fuga dell'immagine pittorica in corrispondenza del punto di vista dell'osservatore. L'illusione ottica è particolarmente efficace se l'osservatore si pone al centro della stanza, in corrispondenza del punto di fuga. È fondamentale, per raggiungere il massimo dell'illusorietà pittorica, tener conto delle reali sorgenti luminose dell'ambiente, la loro natura e la loro direzione, in modo che il soggetto rappresentato appaia come illuminato da quelle luci.

## Storia

### Origini
Il tentativo di rappresentare realisticamente la realtà risale alle origini della pittura, alle antiche pitture murali, nate con i primi insediamenti umani. Miti, battaglie e vicende della vita quotidiana come la caccia, le cerimonie religiose ecc. venivano immortalati sulle pareti delle caverne, nelle tombe, negli edifici di culto e nei palazzi. Le pareti tombali dell'antico Egitto infatti ci tramandano figure stilizzate e un ricchissimo repertorio naturalistico di dipinti eseguiti con campiture piatte di colori puri. Gli artisti egizi o minoici, con pitture raffiguranti giardini, coprivano le pareti dei templi, delle tombe o dei palazzi e non immaginavano che le forme da loro create si sostituissero a veri e propri giardini. Artisticamente prospere furono anche le civiltà mediterranee, come quella greca e cretese, le quali probabilmente influenzarono l'arte pittorica etrusca e poi quella romana da un punto di vista religioso ma soprattutto naturalistico e decorativo. A queste inoltre risalgono i primi "sfondati illusionistici" della storia e temi decorativi che sono entrati sistematicamente nel repertorio decorativo di oggi.
Durante l'epoca ellenistica, nel mondo greco ed ellenizzato si assiste ad una diffusione senza precedenti dell'illusionismo nell'architettura e nella decorazione. L'origine di questa decorazione è indissolubilmente legata all'evoluzione dell'architettura, visto che solo la decorazione architettonica rendeva possibile un trompe-l'œil a tre dimensioni che potesse essere messo in rapporto con la categoria della copia. Nell'ultimo quarto del IV secolo a.C. e all'inizio del secolo successivo si sviluppa un'architettura "di facciata" che tende ad esaltare e contemporaneamente a dissimulare l'edificio sottostante.
All'inizio della storiografia relativa al trompe-l'œil si collocano alcuni aneddoti narrati di Plinio il Vecchio e divenuti alcuni degli episodi più noti nella storia dell'arte. Secondo uno di questi, un giorno, il pittore greco Parrasio
(Plinio il Vecchio, Storia naturale XXXV 65-66)
Tale storia era largamente diffusa al di fuori del piccolo mondo dei pittori e degli amatori d'arte. In un seminario del 1964, lo psicoanalista e teorico Jacques Lacan osservò che il mito dei due pittori rivelava un aspetto interessante della cognizione umana: mentre gli animali sono attratti da apparenze superficiali, gli esseri umani sono attratti dall'idea di ciò che è nascosto.
Ma è possibile annoverare altri racconti simili che risalgono all'antichità: il cavallo dipinto da Apelle, che provocò il nitrito di alcuni cavalli, le tegole dipinte, sulle quali alcuni corvi tentarono di posarsi e infine i volatili rappresentati da Protogene sullo sfondo di uno dei suoi quadri, ai quali, secondo Strabone, una pernice tentò di unirsi. Come gli epigrammi ecfrastici della tradizione greca, questi piccoli racconti tendevano ad accreditare l'idea secondo la quale l'arte può spingersi così lontano nell'imitazione del visibile che diventa impossibile differenziare la realtà dalla sua raffigurazione dipinta, e lo spazio del reale dallo spazio della raffigurazione.
Per gli antichi ogni opera d'arte è un trompe-l'œil e tuttavia l'antichità non ha conosciuto realmente un genere pittorico strettamente equivalente all'odierno trompe-l'œil. La "grande pittura" antica ha dedicato scarsa attenzione alla "pittura d'oggetti", la sola realmente capace di creare un effetto di trompe-l'œil. La riflessione degli antichi sull'arte della pittura o della scultura, fondata sulla convinzione della natura mimetica della rappresentazione, ha tuttavia moltiplicato le osservazioni sul carattere illusionistico e ingannevole delle immagini. Queste immagini in genere raffigurano animali ingannati dalla rappresentazione di un loro simile, innamorati che soffrono pene d'amore alla vista del ritratto di una bella ragazza, opere che sembrano volersi animare o voler parlare.
Tuttavia, né in greco né in latino esiste una parola che identifichi esplicitamente una categoria estetica fondata sull'effetto ingannatore dell'arte, né un termine che designi un genere paragonabile a quello del moderno trompe-l'œil, benché diversi vocaboli, nell'una e nell'altra lingua, segnalino i limiti della falsa apparenza nell'arte (eidolon, skiagrafia, fantasma, species). Se l'effetto dell'illusione esiste veramente, si produce in qualsiasi categoria di rappresentazione dipinta o scolpita: quella dell'essere umano innanzitutto, ma anche quella degli animali, dei fiori e degli alimenti (xenia).
Alcuni monumenti presentano già due elementi caratteristici della decorazione illusionistica, sia che si tratti di una decorazione prevalentemente architettonica o, più tardi, esclusivamente pittorica: la dilatazione dello spazio suggerita dalla sovrapposizione dei piani e il motivo di una finta galleria (teatro di Metaponto; Taso, porta di Zeus ed Era).
Lo sviluppo di una decorazione monumentale fondata su effetti illusionistici è certamente da mettere in relazione con l'emergere di un modello di vita aristocratico e regale.
La "grande pittura" greca del V e IV secolo a.C. permette di scorgere tratti di questa tecnica, in particolar modo negli affreschi prodotti in un'età successiva (il I secolo a.C.) e collegati alla tradizione pompeiana. L'apparato decorativo è molto ricco e s'ispira a un criterio di imitazione della realtà, che però supera la soglia della verosimiglianza; gli elementi architettonici si addensano, si sovrappongono, schiudendo spazi continui ma di estensione limitata, nei quali s'insinua una natura che è anche esito di fantasia. Si tratta di un'interpretazione già ellenistica, propria del III secolo a.C., che gli artisti pompeiani riprendono in una fase successiva, rielaborando originali greci di cui mantengono, tuttavia, il carattere "realistico", sviluppato fino alle sue estreme conseguenze; la rassegna degli elementi architettonici diviene analitica, vengono curati i minimi particolari di elementi architettonici. Anche l'elemento naturale contribuisce a delineare un paesaggio fantasioso; il ruolo affidato alle piante è infatti troppo contenuto, è usato come un "riempitivo", che occupa il poco spazio lasciato libero dalla struttura architettonica.
Per incontrare per la prima volta un termine la cui accezione ricopra, probabilmente solo in parte, quella di trompe-l'œil bisogna aspettare Platone: la parola skiagrafia, formata da skia, ombra, e da grafè, disegno, pittura. Nel mondo greco la nozione di ombra è già in se stessa portatrice d'ambiguità. Certamente l'ombra ha solo l'apparenza dell'essere ma è anche il riflesso del vivente. Anche se la parola probabilmente non è stata usata in questo senso prima dell'inizio dell'epoca ellenistica, la skiagrafia stava comunque ad indicare la pittura realizzata in base all'ombra riflessa, il disegno che ne tracciava il contorno. La figura così ottenuta era chiamata skia. Questa leggenda eziologica, certamente elaborata nella cerchia del bronzista pittorico Senocrate, poneva l'ombra all'origine dell'immagine per far capire meglio che la vera fonte dell'arte era il desiderio di captare o di catturare l'essere vivente.
Teorie prospettive nel XVII secolo permisero un approccio più pienamente integrato all'illusione di architettura, che quando viene utilizzata dai pittori per "aprire" lo spazio di un muro o al soffitto viene definita quadratura.

### Iltrompe-l'œilin Italia
L'Italia è sempre stata il maggior centro per questa forma d'arte e molti furono gli artisti che nel corso dei secoli utilizzarono questo tipo di tecnica pittorica: Giotto, nel Trecento, la impiegò nella Cappella degli Scrovegni di Padova, una delle sue opere più note, in particolare nella fascia inferiore della suddetta, dove dipinse in grisaglia le Allegorie del Vizio.
Nel Quattrocento questa tecnica fu largamente impiegata nella pittura fiamminga, già di per sé caratterizzata da un'estrema attenzione al dettaglio, soprattutto nei quadri di interni e nei ritratti, con motivi che saranno poi ripresi da pittori delle epoche seguenti, come per esempio da Jean-Simon Chardin. Fu però durante il Rinascimento che la pittura "architettonica" illusionista trovò la sua massima diffusione. In questo periodo storico, infatti, vennero teorizzate le prime regole della prospettiva ad opera di grandi maestri quali Masaccio, Brunelleschi e Leon Battista Alberti e il trompe-l'œil venne condotto a livelli di estremo realismo e grande raffinatezza, applicato anche alle strutture architettoniche, deformate ed amplificate otticamente con la costruzione di falsi "sfondati" prospettici. Leonardo impiegò scientificamente la prospettiva nelle sue opere e introdusse importanti intuizioni su di essa a livello cromatico.
Con questi importanti artisti il trompe-l'œil non solo venne condotto a livelli di estremo realismo e di grande raffinatezza, ma gettò le basi della profondità spaziale, recuperata e rielaborata successivamente con grande virtuosismo dai loro successori barocchi. Da non dimenticare sono le eleganze dei motivi decorativi di ispirazione vegetale del rococò e il contributo storico dato dalla pittura olandese caratterizzato dalla riproduzione minuziosa di oggetti, ambizione pienamente condivisa dai pittori di trompe-l'œil.

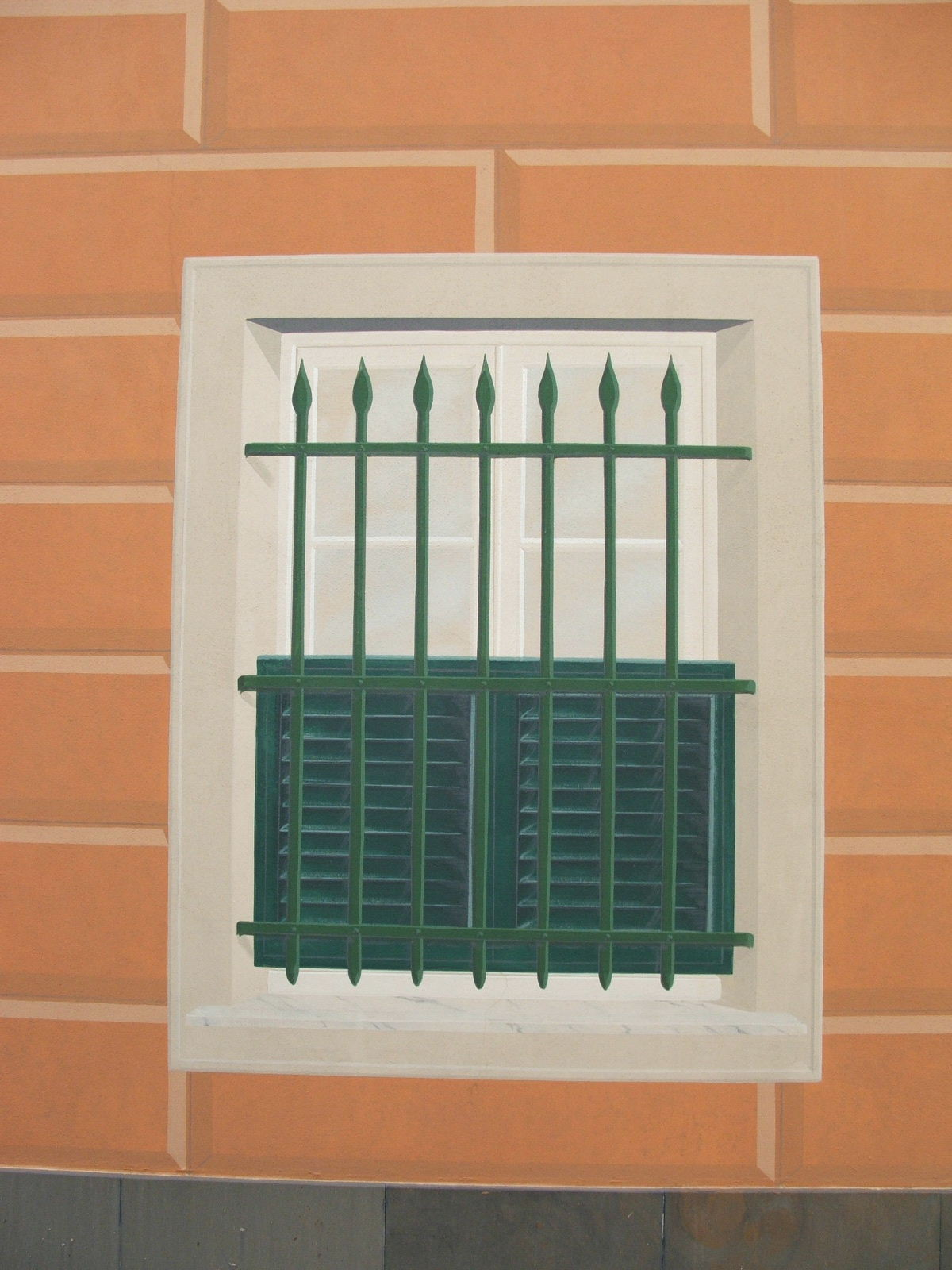
Esempio di trompe-l'œil sulla facciata di una palazzina a Genova

La tecnica del trompe-l'œil in facciata veniva adottata più che altro per esibizionismo ed era solitamente eseguita da veri e propri pittori che realizzavano affreschi di notevole valore artistico. Solo verso l'Ottocento questa tecnica assunse una funzione architettonica reale, volta non solo a nobilitare un edificio, ma anche a sostituire materiali altamente decorativi. Solitamente si simulavano gli elementi più classici di un edificio come le finestre o dei finti rivestimenti specialmente sugli angoli di quest'ultimo, ma non sono rari i casi in cui viene simulato tutto, finte statue con tanto di nicchia, finte tendine dietro ad altrettanti finti vetri.
La tecnica del trompe-l'œil era usata anche all'interno delle abitazioni, e anche qui si hanno esempi molteplici, dal finto divano, alla vetrata con panorama, fino alla finta stanza con tanto di arredamento interno. In alcune occasioni si trovano anche le prime intuizioni sperimentali sugli effetti dell'atmosfera sul colore. I giochi di tonalità che fanno sembrare più chiari gli elementi del paesaggio che si trovano più lontano.

### LaCamera Pictadi Mantegna

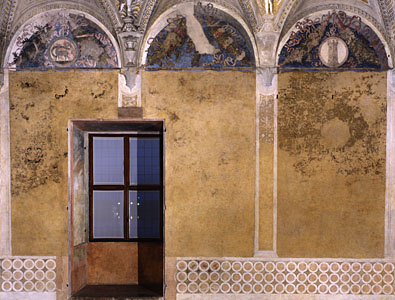
Esempio di trompe-l'œil, Camera Picta, ala est

Tipico e famosissimo esempio di esecuzione dell'arte dell'inganno è rappresentato dalla camera picta, detta anche Camera degli sposi, situata nel palazzo ducale di Mantova ed eseguita da Andrea Mantegna intorno al 1464.
La stanza presenta pareti tripartite verticalmente da arcate di un finto loggiato, che accolgono le scene dietro finti tendoni damascati scostati. Solo il camino, le porte, le finestre e i peducci sono reali; tutto il resto è reso illusionisticamente con la pittura al fine di dare l'impressione di maggiore spazio allo spettatore di seguito. Sulla parete nord è rappresentata la corte di Ludovico III Gonzaga entro un cortile dietro il cui muro a medaglioni marmorei s'intravede un albero del giardino. Sulle pareti est e sud si aprono finestre tra finti drappi. Sulla parete ovest, nell'arcata di sinistra, vi sono paggi con un cavallo e dei cani, come anche nel registro centrale, dov'è posta la porta, sulla quale putti con ali di farfalla reggono un'epigrafe latina con la dedica ai marchesi, la firma di Mantegna e la data di nascita dell'opera. Nella terza arcata è raffigurato l'incontro tra Ludovico III e i figli Francesco e Federico sullo sfondo di una veduta ideale di Roma.
Lo sforzo decorativo della Camera Picta appare in tutto il suo splendore nella vivacità della gamma cromatica e dell'oro, nell'imitazione delle stoffe preziose e degli stucchi della volta e dei pilastri; inoltre le ricerche del pittore sull'unificazione spaziale raggiungono qui il massimo risultato, in virtù della profonda consapevolezza prospettica ma anche dell'uso realistico della luce, fatta provenire da un'unica fonte, il finto oculo della volta in cui si affacciano putti e figure femminili su uno sfondo costituito dal cielo blu creato illusionisticamente con effetti di sfondato.

### Chiesa di San Satiro

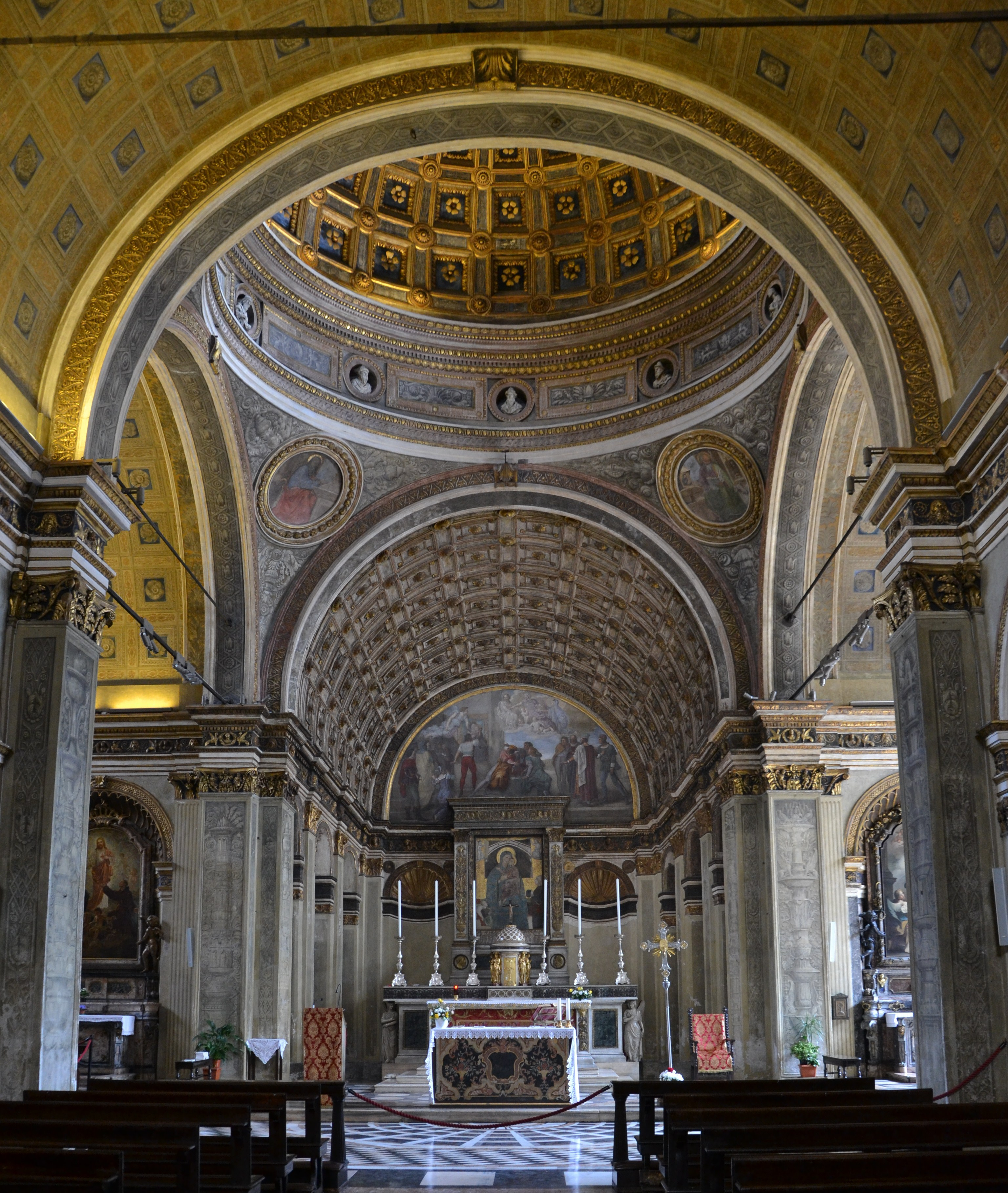
Abside della chiesa di San Satiro

La planimetria della chiesa di Santa Maria presso San Satiro a Milano, dalla singolare configurazione a tau, la cosiddetta croce commissa, appare subito condizionata dal luogo in cui sorge; in particolare, dall'esistenza di Via Falcone, che aderisce direttamente al transetto, limitandolo come una vera e propria barriera. Almeno, tale è la situazione che risulta dal 1476, quando fu dato principio alla fabbrica della chiesa attuale, cui poco dopo il Duca Gian Galeazzo Visconti mise a capo Donato Bramante. Oltre a inglobare nella nuova struttura la Cappella della Pietà, risalente all'epoca della fondazione (876), e, insieme al campanile, unica parte superstite di una chiesa anteriore, l'architetto dovette risolvere l'arduo problema rappresentato dal muro piatto del presbiterio: una parete cieca gli impediva infatti di costruire l'abside, di concludere l'edificio con una struttura che conferisse all'altare maggiore l'attesa spazialità e al piedicroce il suo punto focale.
In armonia con le lesene corinzie che fregiano la navata e il transetto, Bramante ideò allora l'artificio di una falsa prospettiva, situando nel poco spazio disponibile una breve "fuga" di semicolonne convergenti; v'inserì, poi, modanature in cotto dorate e, nella volta a botte, lacunari e rose in rilievo, al fine di accrescere la sensazione di profondità. Per ottenere l'effetto voluto da Bramante, la posizione ideale si trova al centro della navata, a qualche metro dall'ingresso. I pesanti pilastri inquadrano, con le volte a botte, la prospettiva simulata nel presbiterio, guidando l'occhio del visitatore all'affresco della Madonna racchiuso fra due candelabri: il punto focale così ricreato usufruisce di uno spazio illusorio, che conclude la struttura dell'intero edificio. L'ardito gioco prospettico del presbiterio riesce ancor più efficace osservando la chiesa dall'esterno, dove la via lambisce la lunga muratura: limite insormontabile, che qui la genialità dell'architetto ha superato non per ragioni puramente "illusionistiche", ma per recuperare alla chiesa ed al suo altare un decoro, una funzionalità che la topografia avrebbe loro negato.

### Cupola della Basilica di San Giovanni
La Cupola di San Giovanni a Parma, affrescata dal Correggio fra il 1520 e il 1523, rappresenta l'incontro tra Cristo e San Giovanni evangelista negli ultimi istanti della vita di quest'ultimo. L'artista crea un moto ascensionale molto accentuato, ottenuto con la spirale delle molte figure galleggianti su nubi, sempre leggere e sempre più inconsistenti via via che salgono verso la luce divina. Colpisce per la plasticità delle figure, per il loro rilievo "scultoreo"; qui molto più pronunciato che non nella cupola del Duomo parmense, la cui scena dell'Assunzione risale a una fase immediatamente successiva, fra il 1523 e il 1530. Proprio il rapporto tra luce e figure segna una precisa, significativa evoluzione.
Il Cristo che nella cupola di San Giovanni domina il centro della scena nell'atto di ascendere al cielo è possente, di un vigore michelangiolesco, ma non ha alcun punto di appoggio: la luce soltanto lo sorregge, creando uno sfondo luministico in grado di rievocare la solennità, il mistero dell'evento straordinario. Il Cristo appare come un Re, ma la luce rivela il suo carisma soprannaturale, rappresentando con forza l'ingresso dell'umanità in uno spazio divino. L'insieme si adatta al tema profetico, desunto - secondo una tradizione - dalle visioni che l'Apostolo Giovanni ebbe nell'isola di Patmos. Le figure vi assolvono un ruolo dominante, sancito anche dagli Apostoli sottostanti, mentre l'effetto luminoso ci ricorda che lo spazio della cupola non deve prescindere da una dimensione ben più ampia, comprensiva dell'umanità e della divinità di Cristo.
Nel grande affresco del Duomo le proporzioni risultano invertite, appartenendo il ruolo primario alla luminosità e ai piani, ai livelli che da questa scaturiscono. Gli apostoli continuano ad assistere a un prodigio, ma né loro né le miriadi di angeli acquisterebbero il dovuto rilievo se non intervenisse il turbine di luce a investirli da ogni parte, a garantire una loro corale unità. La prospettiva si apre al suo culmine, coinvolgendo il moto, il colore della scena intera e delle masse corporee che la popolano. Infine, dato che l'occhio sale verso l'alto, al vertice rimane soltanto l'oro della luce, che qui non è più occupato dal rilievo di una figura maestosa. Non stupisce che questo affresco abbia suscitato critiche, per certi aspetti analoghe a quelle provocate dal Giudizio Universale di Michelangelo; l'insieme che compone la prospettiva è innovativo per il suo tempo, e ben a ragione può essere ritenuto - nei suoi effetti di colore - la necessaria premessa a non poche arditezze della successiva età barocca.

### Lo sposalizio della Vergine di Raffaello

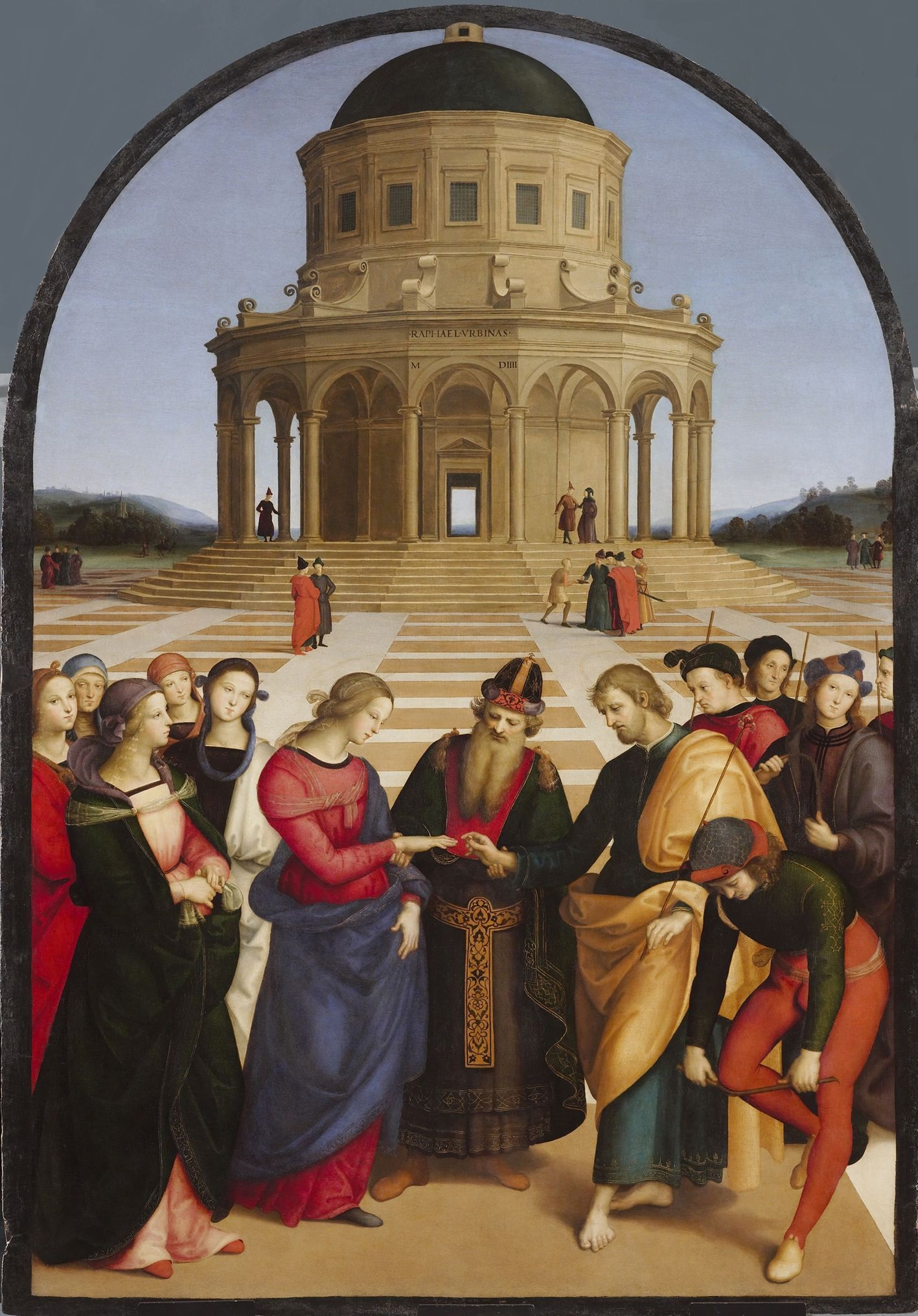
Raffaello Sanzio, Lo sposalizio della Vergine, Olio su tela, Pinacoteca di Brera, Milano

Lo Sposalizio della Vergine, eseguito da Raffaello nel 1504 su commissione della famiglia Albizi, risente degli insegnamenti del maestro Pietro Perugino, che viene però superato nella conquista di una maggiore spazialità. Sullo sfondo è presente un tempio rinascimentale a pianta centrale, contornato da un immenso cortile che delimita il paesaggio profondissimo: il tempio non è soltanto un fondale, ma un tramite con il paesaggio, dove i colli lievemente abbozzati rievocano una prospettiva infinita. In primo piano avviene l'episodio evangelico: al centro della scena il sacerdote tiene le mani di Giuseppe e Maria intenti a scambiarsi gli anelli.
Sulla destra sono raffigurati i pretendenti delusi, mentre sulla sinistra delle giovani donne. Nel paesaggio naturale e umano, ritroviamo un puro rigore geometrico, che non cede alla tentazione di riempire lo spazio in ogni modo, accompagnando la ieratica staticità delle figure principali: tutto sembra voler rinunziare a un'atmosfera dai toni marcati e in luogo della luce mattutina, adatta a definire ogni dettaglio, ecco una luce meridiana, la cui luminosità invade la scena, lasciando a ogni particolare la sua naturale morbidezza.

### San Gerolamo nello studio di Antonello da Messina

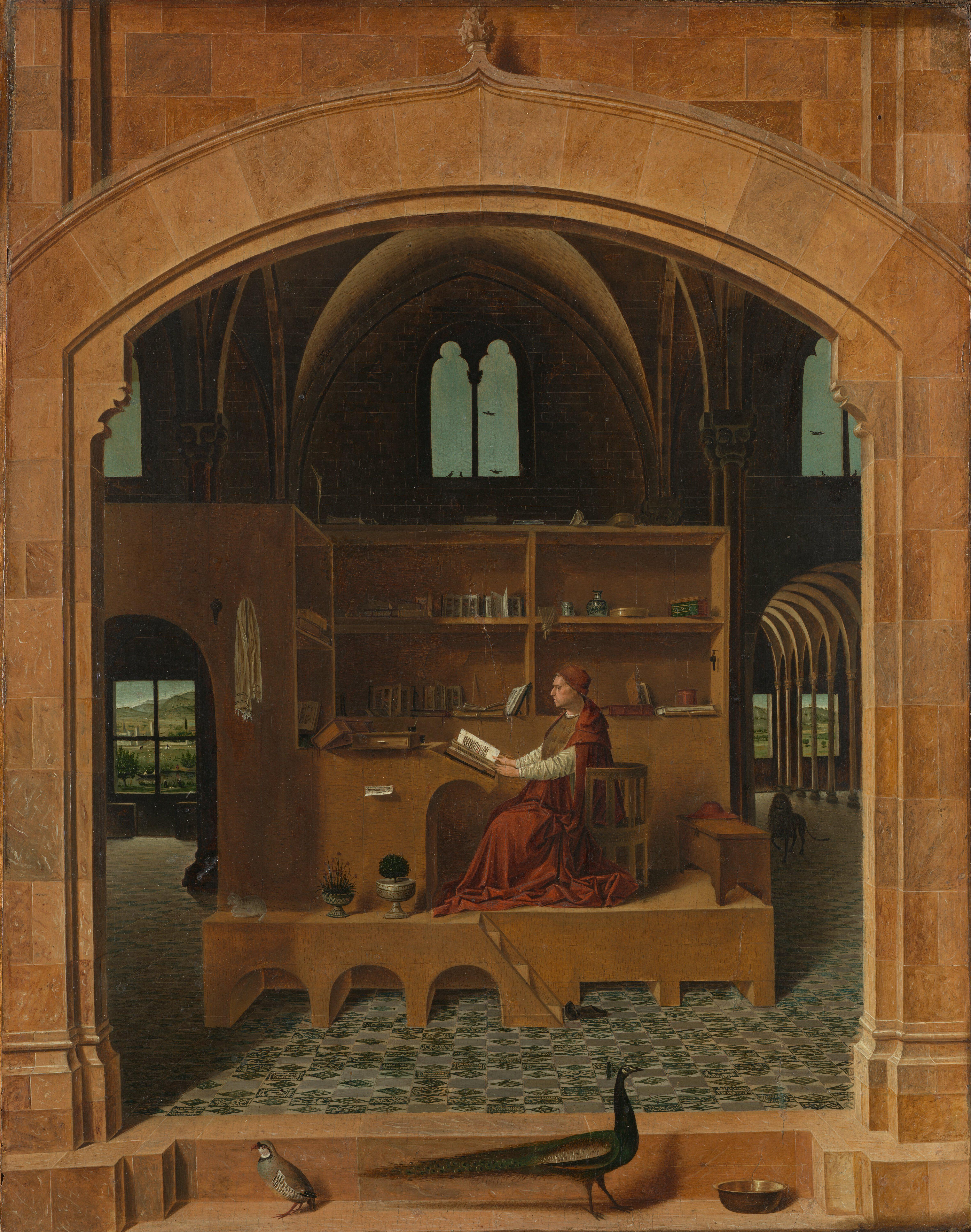
Antonello da Messina, San Gerolamo nello studio, olio su tavola, National Gallery, Londra

Antonello da Messina dipinse questo piccolo quadro nel 1474, ispirandosi probabilmente a un dipinto oggi perduto del fiammingo Jan van Eyck. Lo spettatore osserva la composizione come se fosse affacciato ad una porta gotica, secondo un abile illusionismo che suggerisce la continuità dello spazio ai lati. San Girolamo è seduto nel suo studiolo ligneo, inserito entro un ambiente basilicale con elementi gotici (la volta a crociera e le bifore) e rinascimentali (le finestre rettangolari e il luminoso loggiato a destra).
La luce è resa con grande realismo e si offre all'occhio nelle sue molteplici manifestazioni, dai riflessi metallici del catino agli effetti di controluce nel leone o di morbidezza pulviscolare sul pavimento a sinistra, diventando uno strumento espressivo che crea un'atmosfera raccolta e silenziosa.
Il naturalismo fiammingo si esprime negli scorci di paesaggio, nei vari animali, ma soprattutto nei mille dettagli dello studiolo, in cui l'apparente casualità degli oggetti nasconde in realtà significati simbolici. Questo microcosmo nordico di eredità ancora tardogotica non è però dispersivo come quello di Colantonio, perché inserito entro una sapiente costruzione spaziale, la cui prospettiva è resa nello scorcio delle architetture e nel disegno delle maioliche del pavimento ed evidenziata dai raggi di luce. Solo la figura del santo sfugge alla prospettiva,in quanto evidenziata da un punto di vista ribassato e dall'illuminazione diretta.
La bellezza del reale si unisce a quella intellettuale, secondo gli ideali rinascimentali: il santo è monumentale e plasticamente modellato e, privo di aureola, è rappresentato come un letterato, a dimostrare l'importanza della cultura umanistica.
La tavola è inoltre ricca di significati simbolici. Il portale rappresenta la porta del Paradiso e ha una cuspide a forma di cardo, emblema di Cristo, mentre i conci dell'arco sono dodici come gli apostoli. Fuori restano l'astuzia di cui è simbolo la pernice, e gli Inferi custoditi da Argo, mostro dai cento occhi a cui rimanda il pavone. Accanto è un catino con l'acqua, allegoria del mare che circonda la terra e del fonte battesimale che lava dal peccato originale.

### Iltrompe-l'œilnella società moderna e la sua scomparsa
Tra i moderni, di particolare importanza è Maurits Cornelis Escher, geniale creatore di prospettive impossibili, dove il trompe-l'œil è utilizzato volontariamente per destabilizzare il sistema percettivo dell'osservatore e mettere in dubbio l'univocità della rappresentazione, di volta in volta leggibile in modi opposti. Due tipici esempi di illusioni ottiche sono il cubo di Necker e il triangolo di Penrose, oggetto impossibile, che può esistere solamente come rappresentazione bidimensionale e non può essere costruito nello spazio, poiché presenta una sovrapposizione impossibile di linee parallele con differenti costruzioni prospettiche.
Per ciò che riguarda l'arte moderna, che non concepisce più, dall'avvento dell'Espressionismo, la rappresentazione come riproduzione ma come intuizione più profonda della cultura e della psiche umana, si può dire che la rivolta antimimetica delle avanguardie, smentendo il canone della bellezza classica e naturale, abbia dato un duro colpo al trompe-l'œil, che tuttavia permane come forma espressiva di valenza artistica, per esempio nell'opera di Salvador Dalí, che utilizza l'illusionismo del trompe-l'œil per relazionare il pensiero irrazionale e la realtà fenomenica (ciò che fa anche la pittura metafisica), e ricompare, periodicamente, nei periodi di vuoto ideologico, di crisi d'identità, di sterilità creativa, come una certezza alla quale in ogni momento si può far riferimento perché basata sulla realtà: accade nell'Iperrealismo, nei murales di Diego Rivera, di Orozco, di Siqueiros, in alcune correnti colte come il post-moderno, accade nel graffitismo, una delle forme d'arte moderna più esemplificativa dei nostri tempi, dove l'effetto trompe-l'œil amplia di molto il significato del fenomeno, che non è più semplicemente un mezzo di comunicazione attraverso le tracce lasciate sui muri, ma diventa mezzo per appropriarsi del territorio, sovrapponendosi all'ambiente circostante, distruggendone le caratteristiche prospettiche e modificandone illusoriamente i confini.
Con questa operazione, che imposta forme di comunicazione completamente nuove, s'instaura anche un nuovo modo di rapportarsi con il contesto architettonico-urbanistico, del quale, attraverso il graffito, si diventa parte consapevole.
Il XX secolo porta alla scomparsa del trompe-l'œil. Non c'è più posto per questo estremo della raffigurazione nell'era della fine della rappresentazione, oppure ce n'è uno solo: quello di un alibi offerto a un pubblico a corto di riferimenti, che si aggrappa alle vestigia di una tradizione e viene respinto nel limbo della storia del gusto. Deriva avvertibile a partire dalla fine del XVIII secolo, nel momento in cui affiorano le tensioni che nel secolo successivo ridurranno in brandelli la tradizione mimetica. Così, nell'ottobre del 1800, il critico Philippe Chéry accusa la moda del trompe-l'œil di adulare l'ignoranza crassa dei nuovi ricchi. Piccoli formati adatti agli interni borghesi, ritratti, soggetti galanti, scene di genere vengono così sostenuti dall'interesse dei nuovi amatori. L'equivoco piacevole e abile del trompe-l'œil, per adeguarsi ad un pubblico del genere, cerca iconografie rassicuranti. Favore che segna in qualche modo la definitiva volgarizzazione del genere e la sua prossima scomparsa.
Gli ultimi e più grandi virtuosi del genere del trompe-l'œil (Boilly Louis Léopold e, dopo di lui, Harnett) impiegarono questa tecnica pittorica con le ultime energie rimaste come una forma in via di disincanto, sfruttando con un certo cinismo un virtuosismo ridotto a valore commerciale. La resurrezione del trompe-l'œil nel XX secolo - fino agli anni cinquanta - è dunque l'opera di pochi artisti, di galleristi, di amatori cosmopoliti, che creano e alimentano, per così dire in un circuito chiuso, il mercato dall'una e dall'altra parte dell'Atlantico. Una cerchia artistica e mondana, che tuttavia non ignorava il modernismo, sosteneva, in questo ritorno al mestiere, alla sintassi figurativa, un oggetto paradossale.

### Julian Beever e i disegni su pavimento
Un particolare tipo di illusione ottica odierna è quella realizzata sui pavimenti stradali: enormi voragini che si aprono lungo i marciapiedi, dalle quali spuntano teschi o bambini giganteschi, sono il frutto di disegni trompe-l'œil realizzati con gessetti colorati. Julian Beever, uno dei più famosi artisti di trompe-d'œil da marciapiede, ed Eduardo Relero, con una speciale tecnica di distorsione dell'immagine, animano di personaggi disegnati le vie di varie metropoli con opere surreali e spiritose.
Julian Beever, nato nel 1959 in Gran Bretagna, crea disegni trompe-l'œil con il gesso su pavimenti e marciapiedi dalla metà degli anni novanta. Le sue opere vengono create utilizzando una proiezione chiamata anamorfosi per creare l'illusione tridimensionale quando viene visto da una determinata angolazione. È soprannominato Pavement Picasso. Il suo luogo di produzione e fruizione è la strada, il marciapiede; geniale ed ironico, nonché attivo in tutte le strade del mondo, la sua forza è nello scatto di una foto e ancora prima dell'occhio che l'osserva creare.

## IlTrompe l'œilnella moda
Nella moda il trompe l'œil fu il punto di partenza e di forza di due grandissime couturier del '900. Elsa Schiaparelli, nella collezione dei golf armeni, emulava fiocchi e ricami, mentre Roberta di Camerino, negli anni sessanta, portò il motivo prima su borse, poi su abiti che portavano la stampa di tailleur, ricami e bottoni.

## Esempi

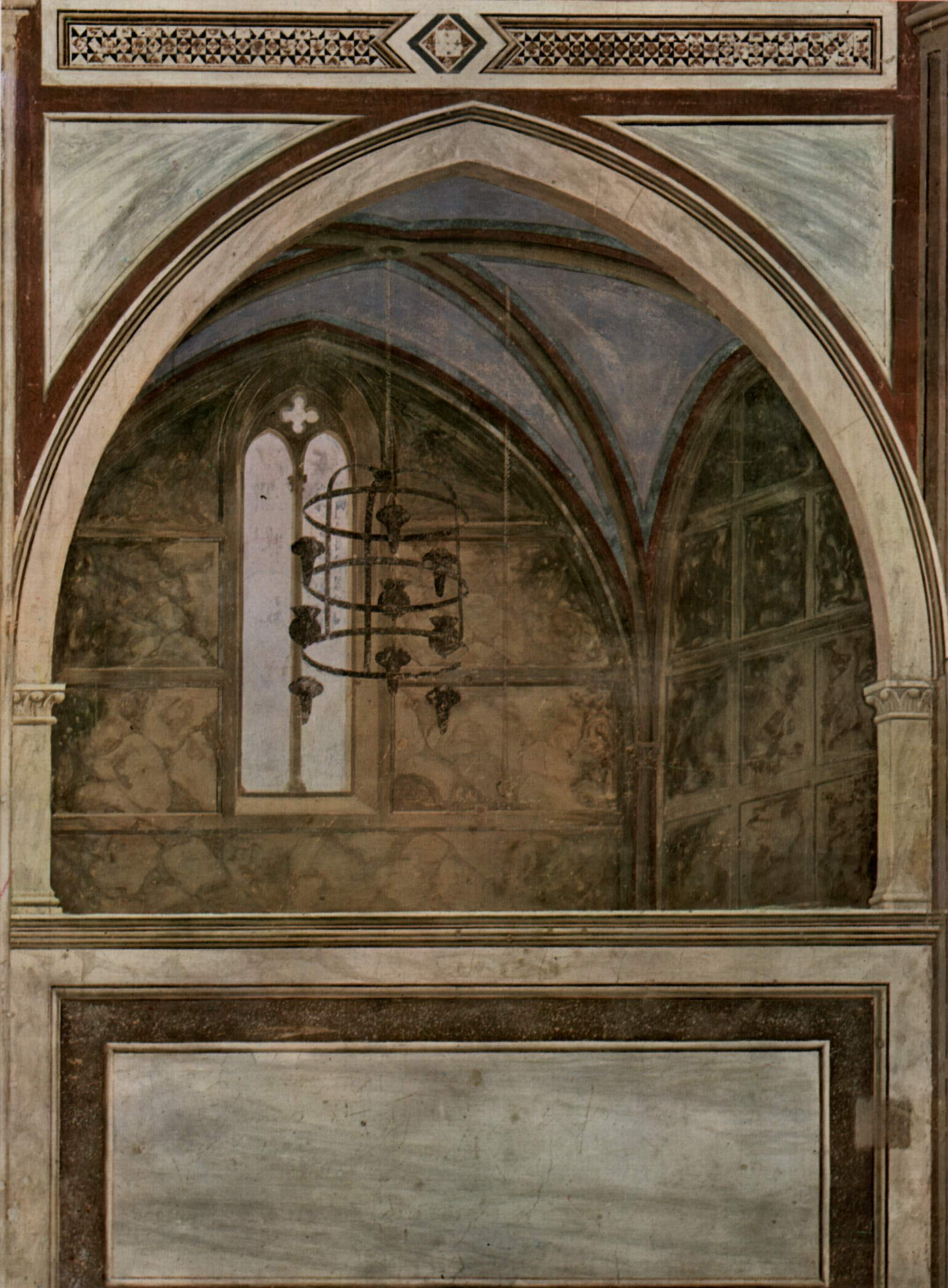
Affresco dalla Cappella degli Scrovegni di Giotto a Padova
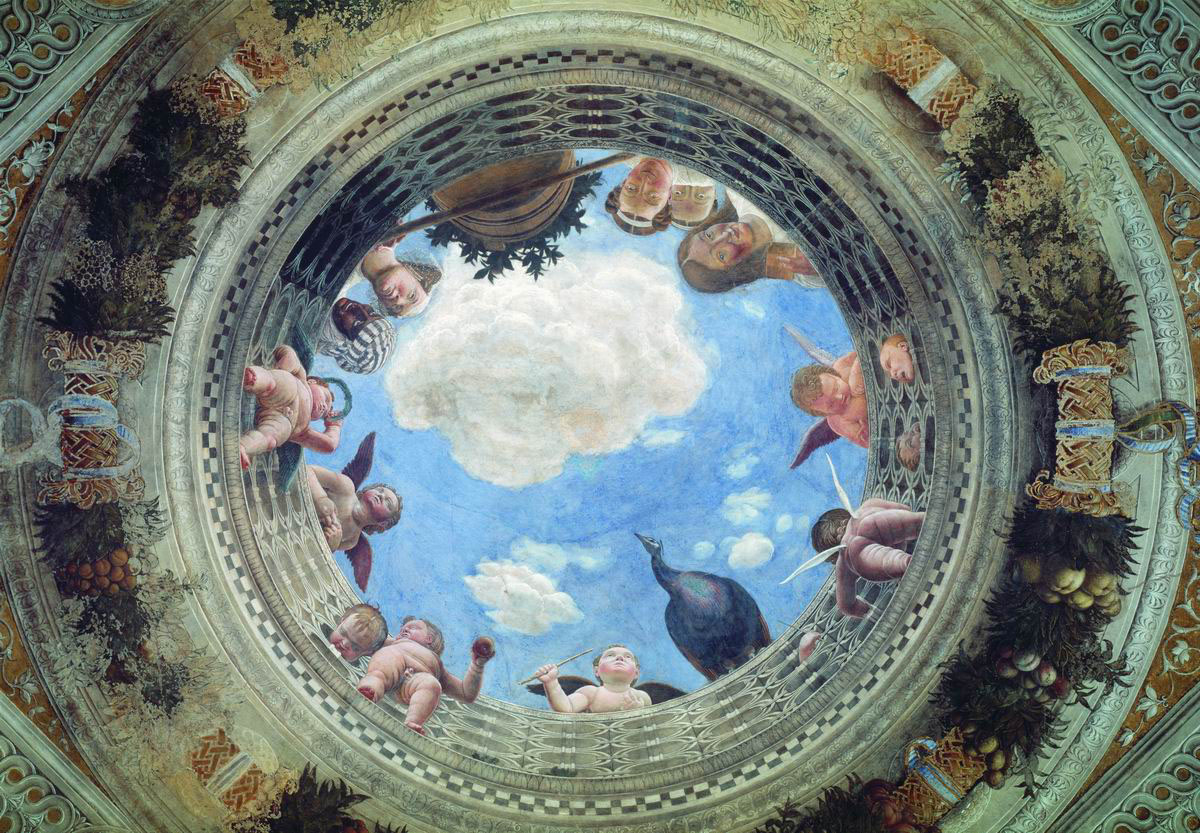
Soffitto della Camera degli Sposi, dipinto da Andrea Mantegna nel Palazzo Ducale a Mantova
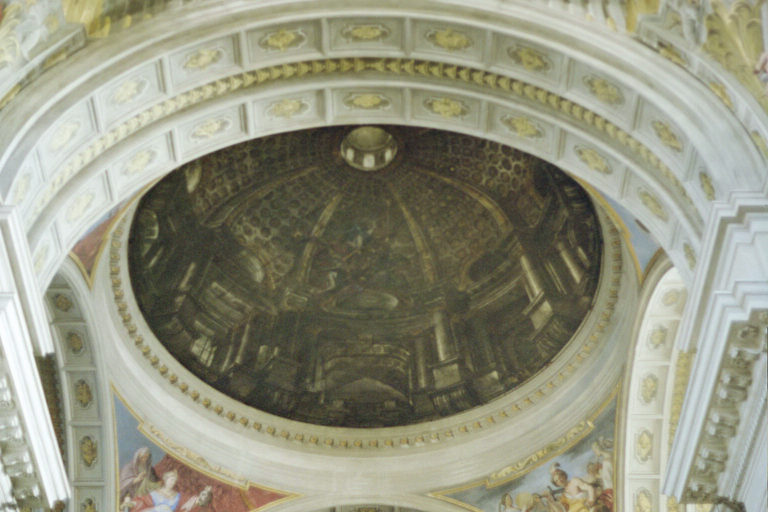
Falsa cupola a Sant'Ignazio dipinta da Andrea Pozzo,
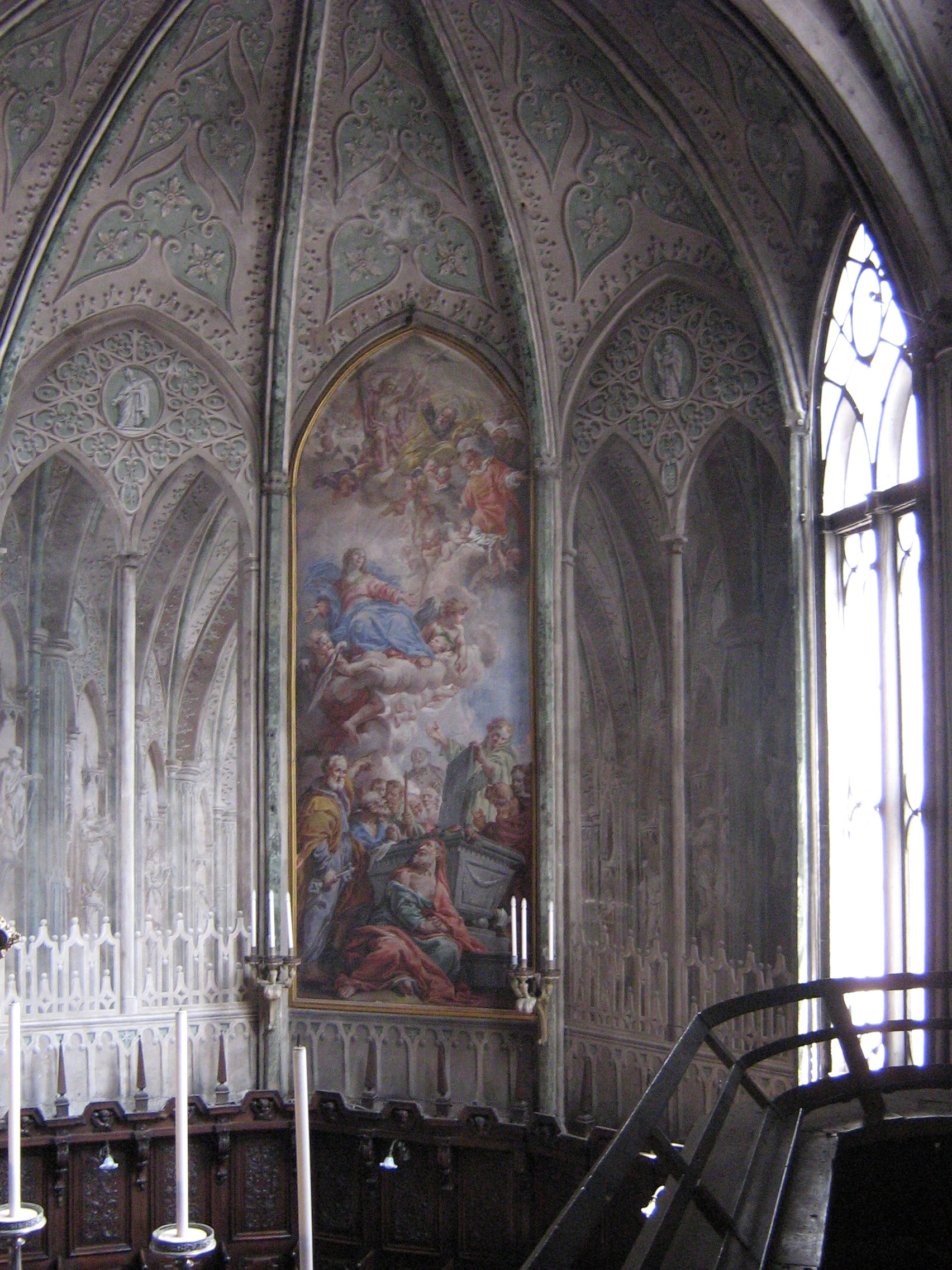
L'interno del Duomo di Biella è un capolavoro di trompe-l'œil
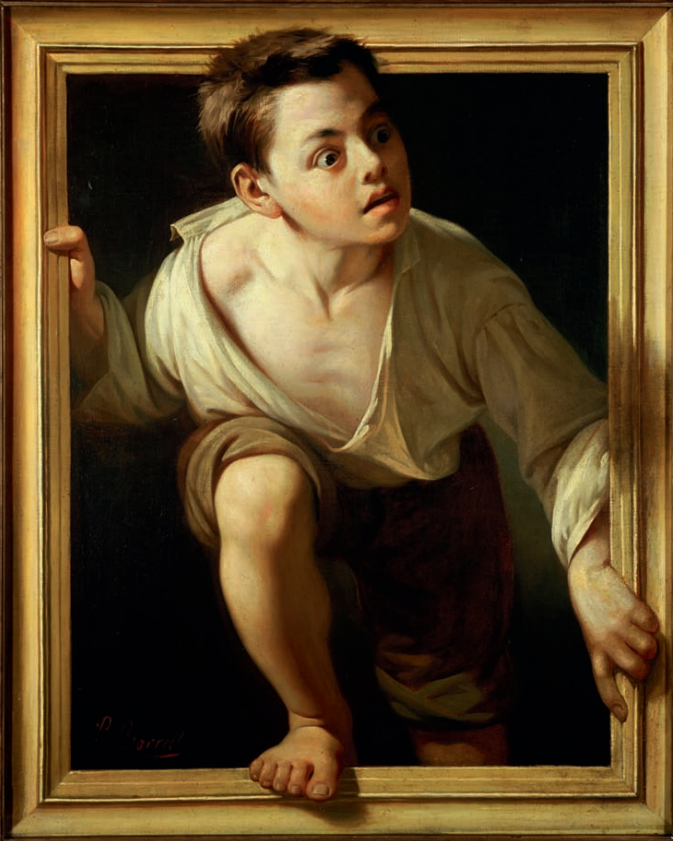
Sfuggendo alla critica di Pere Borrell del Caso, Collezione Banco de España, Madrid
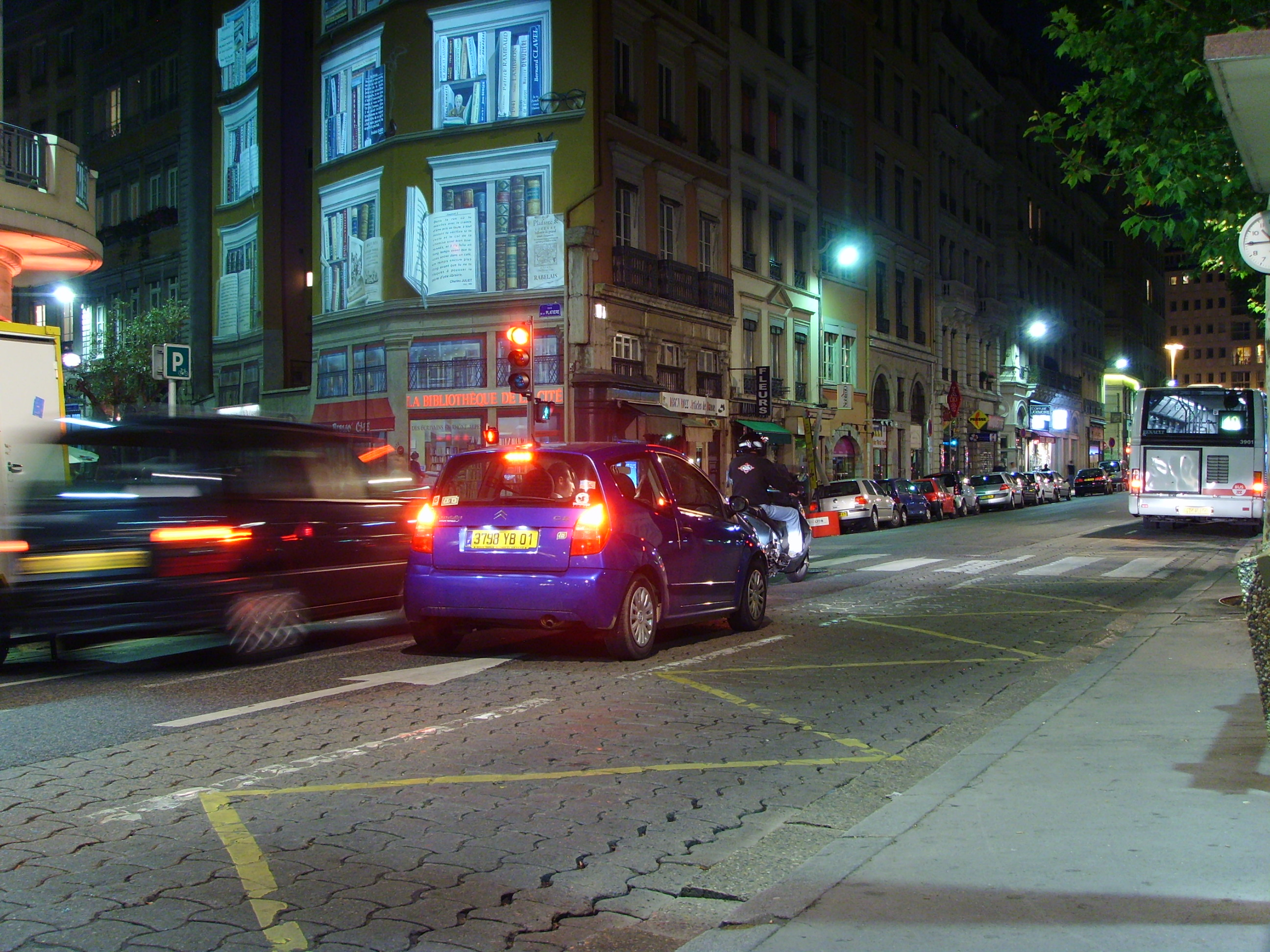
Trompe-l'œil murale, Lione
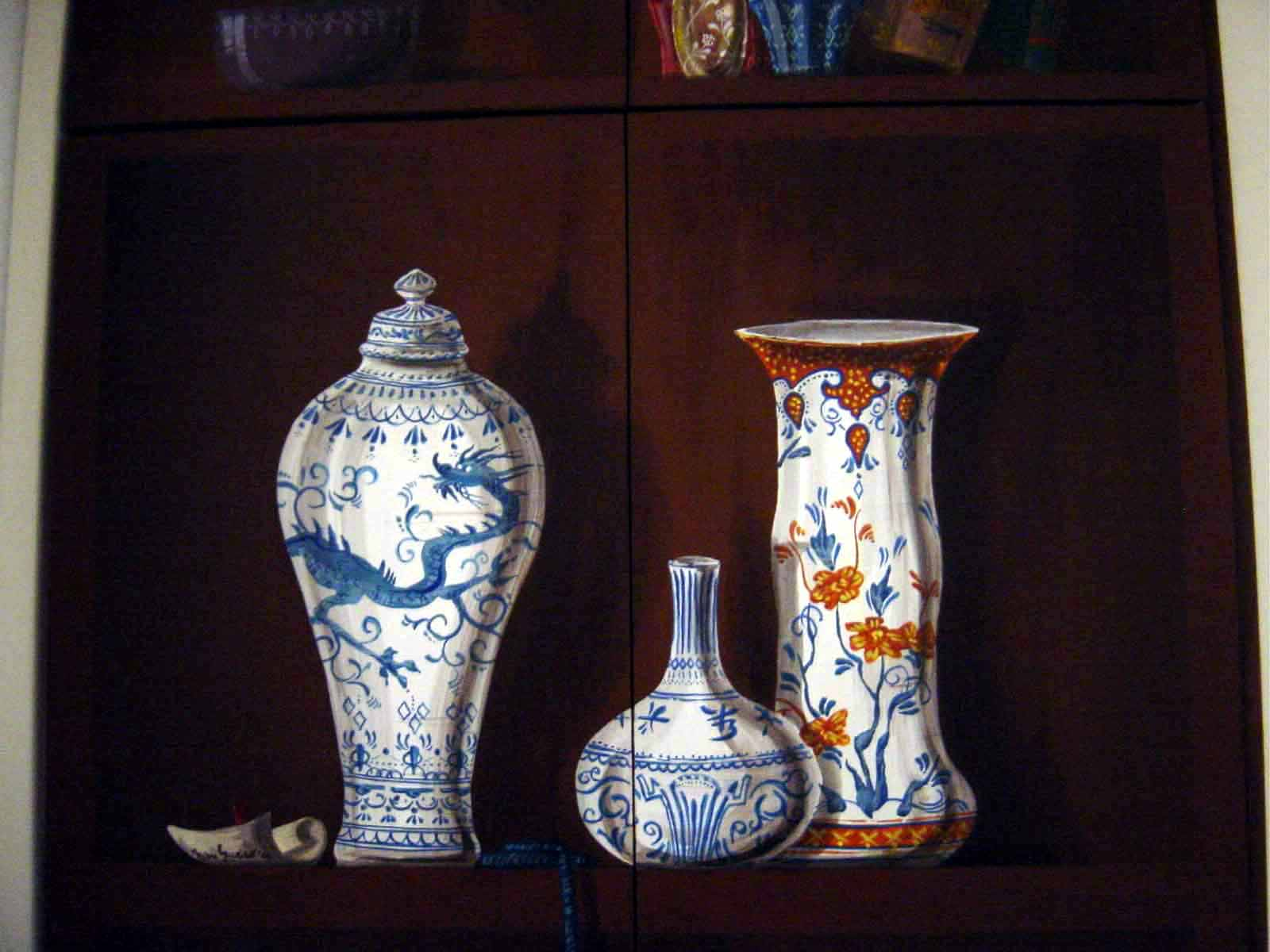
Vasi cinesi ad effetto trompe-l'œil
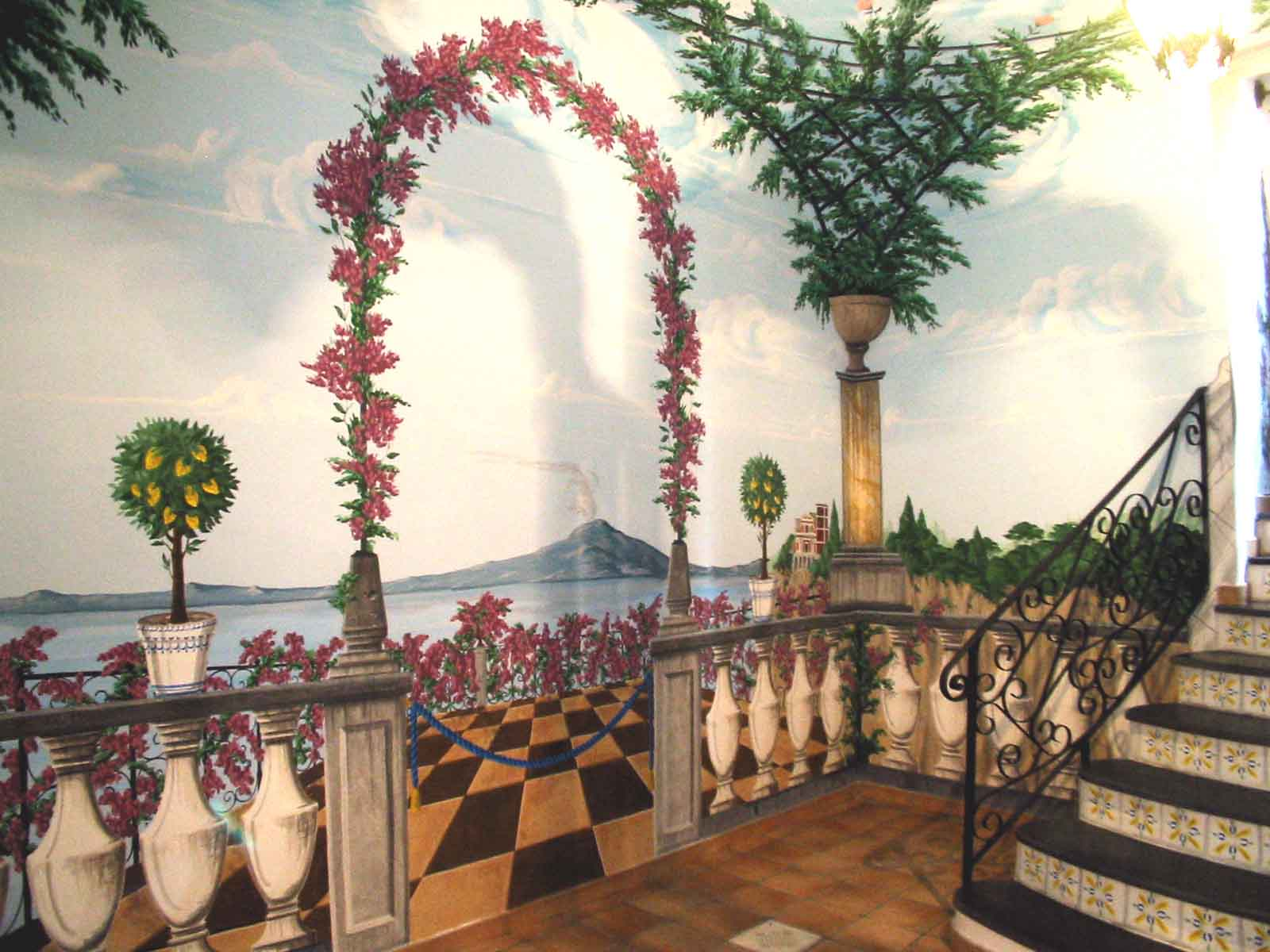
Balaustra e panorama trompe-l'œil
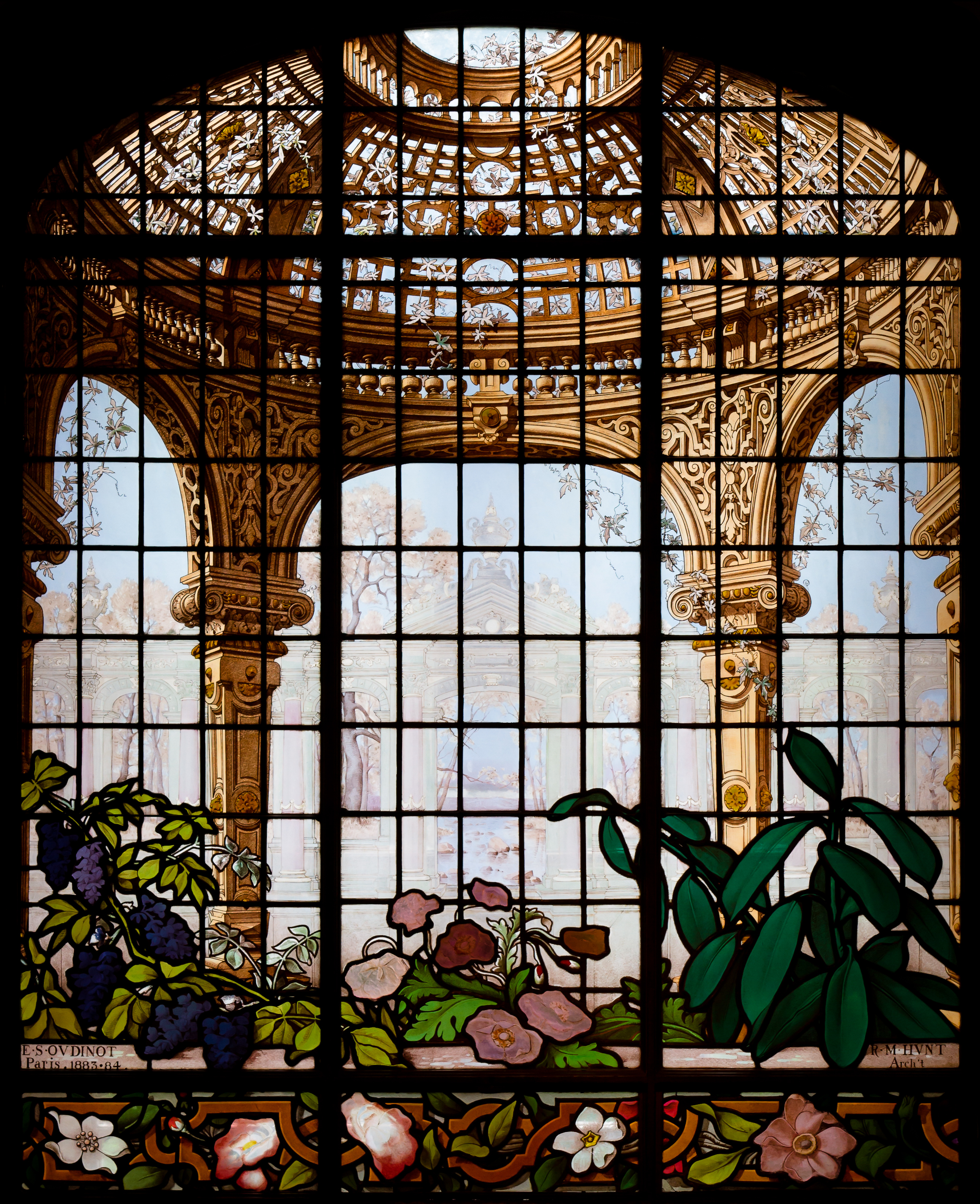
Vetrata
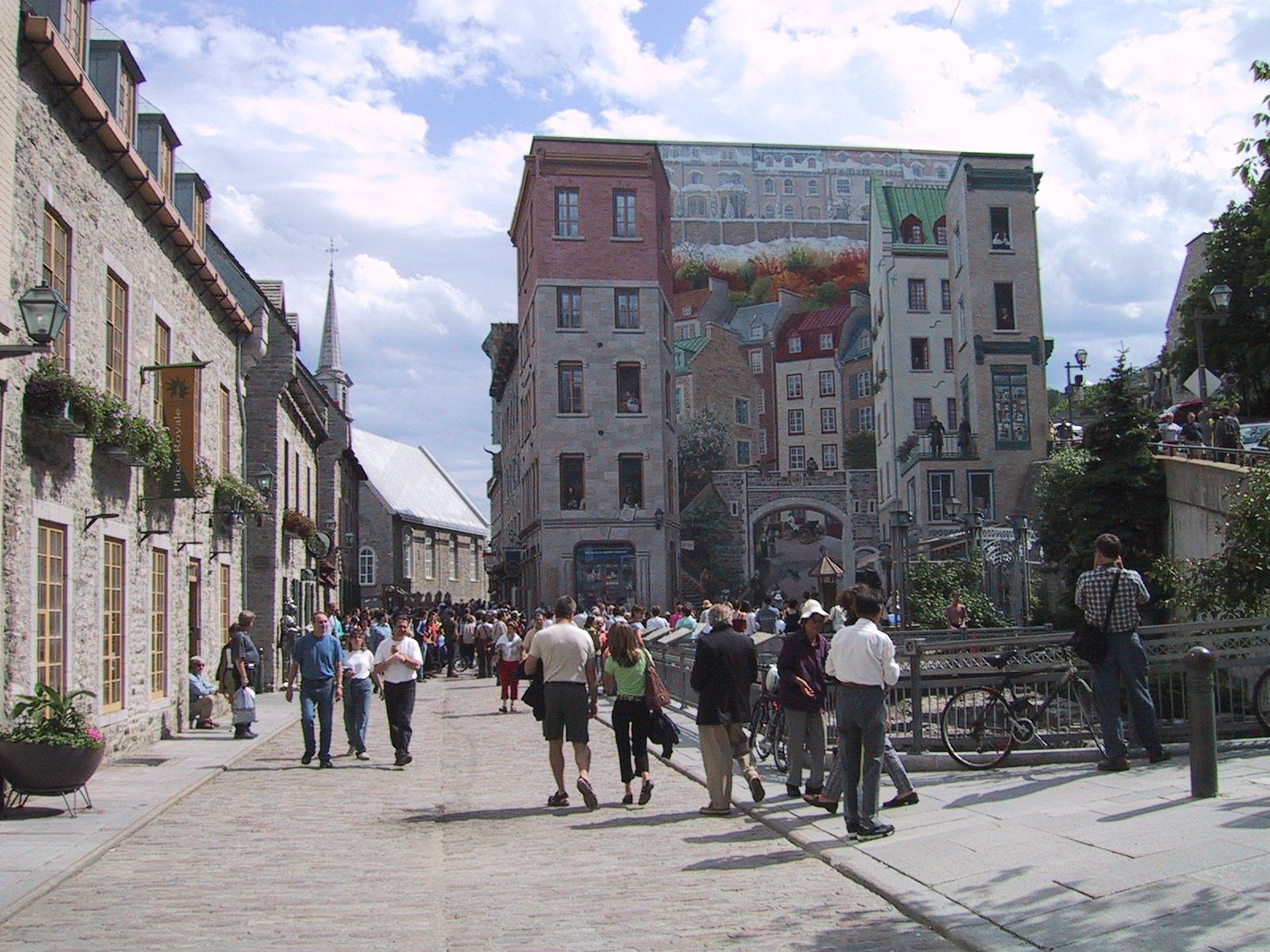
Una via di Québec